# Temura
Temura (hebr. תמורה "zamiana, przemiana") – jedna z kabalistycznych metod pracy z tekstem (razem z gematrią i notarikonem) mająca na celu m.in. odgadywanie kolejnych imion Boga. Polega na kolejnym przestawianiu (permutacji) liter w wyrazach podlegających badaniu tak, że danej literze odpowiada poprzedzająca ją lub następująca po niej.   Efektem takich działań jest stworzenie anagramu.